# Suberin

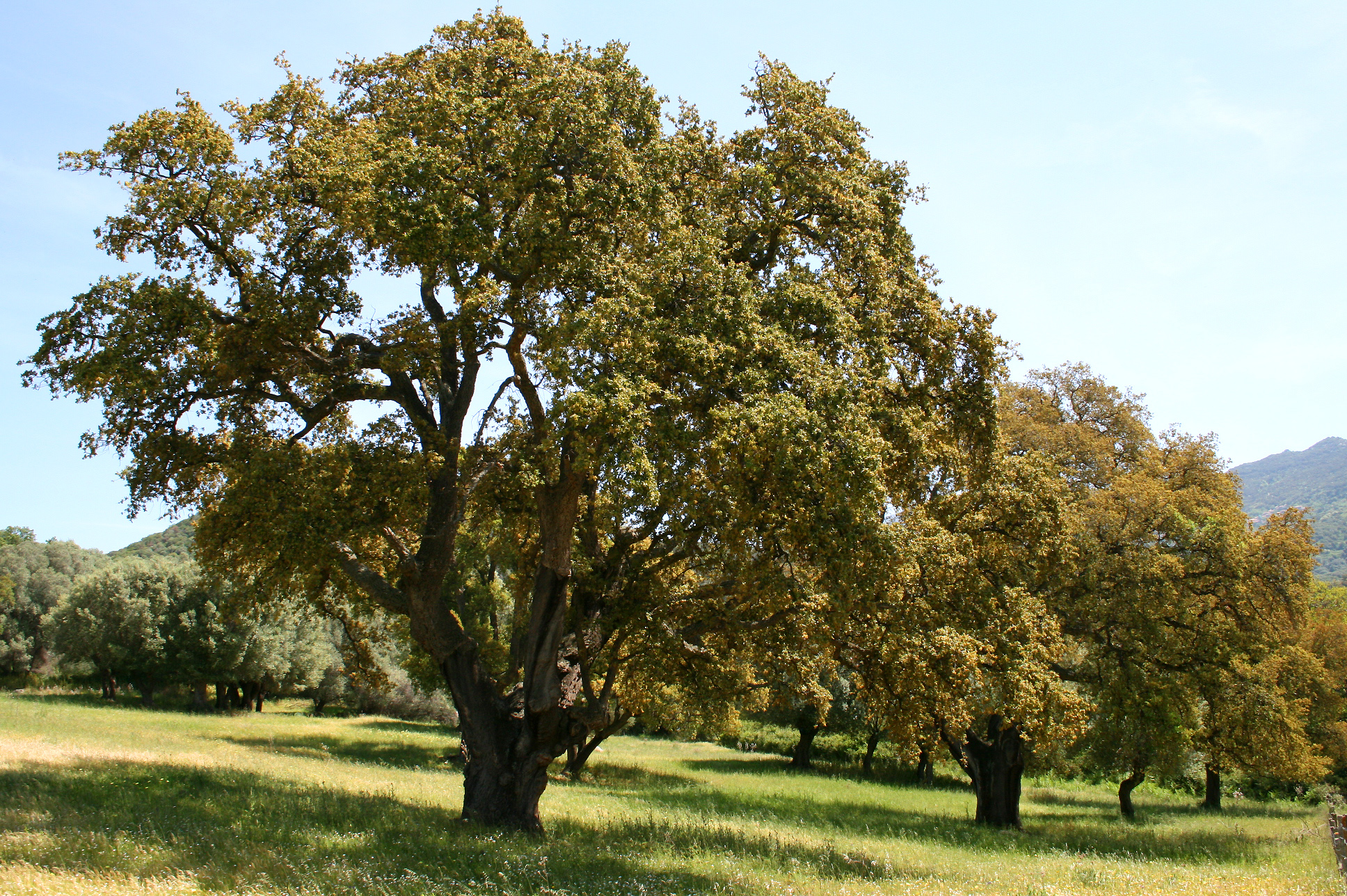
Korkeiche (Quercus suber)

Suberin ist ein pflanzliches hydrophobes Biopolymer, das in Zellwänden eingelagert ist. Suberinisierte Zellen finden sich sowohl im Periderm als sekundärem Abschlussgewebe als auch in unterirdischen Pflanzenorganen. Namengebend für Suberin ist der Artname der Korkeiche (Quercus suber).

## Struktur
Das Suberin kann in zwei verschiedene Domänen gegliedert werden: eine polyphenolische und eine polyaliphatische Domäne. In der polyaliphatischen Fraktion wurden Dicarbonsäuren, Hydroxycarbonsäuren, langkettige Fettsäuren und Phenolsäuren gefunden. Ein Bestandteil ist die Suberinsäure. Die gegenwärtige Forschung liefert zudem Hinweise, dass auch Glycerin ein sehr prominentes Monomer der Verbindung ist. Der phenolische Anteil zeigt eine Ähnlichkeit zum Lignin. Allerdings liegt bei ihm der Anteil an Monolignolen deutlich unter dem des Lignins.
Bezüglich der Struktur ist anzunehmen, dass die zwei genannten Anteile räumlich getrennt im Suberin auftreten. So sind im Transmissionselektronenmikroskop (TEM) die bekannten Suberinlamellen zu beobachten. Da allerdings das Suberin zurzeit nur nach Depolymerisation untersucht werden kann, stehen exakte Informationen zur genauen Struktur noch aus. Gesichert ist lediglich, dass die einzelnen Monomere über Veresterungsreaktionen miteinander verknüpft werden.

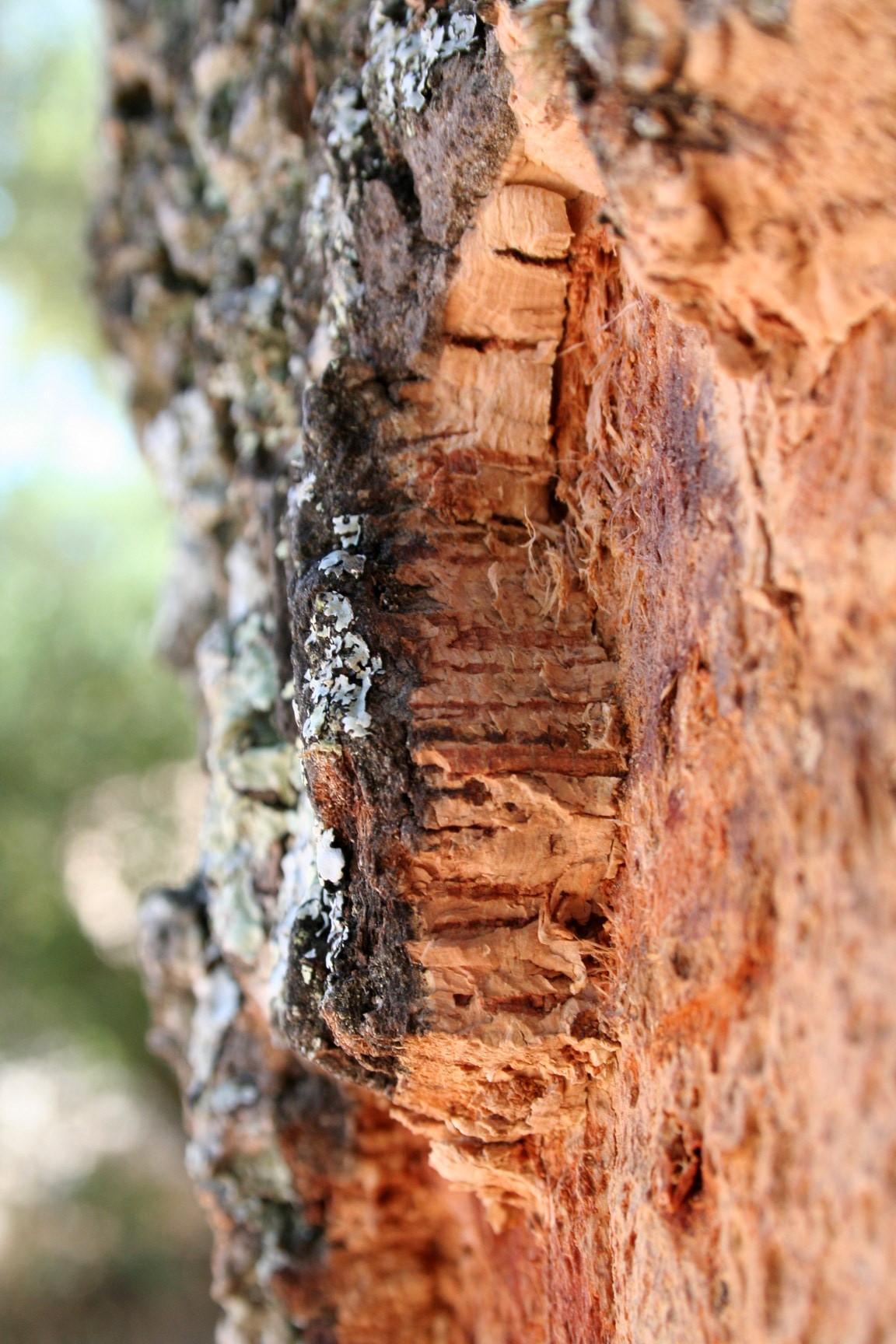
Korkeiche (Quercus suber)

## Vorkommen
Suberin kommt hauptsächlich in den Zellwänden des Phellems (Kork) vor, das vom Phellogen (Korkkambium) nach außen, zur Pflanzenkörperoberfläche hin, gebildet wird. Außerdem kommt es in der primären Endodermis, in der es den Casparischen Streifen imprägniert, und in der sekundären Endodermis, in der es als Suberinlamelle auf die Zellinnenwand aufgelagert wird, vor.
Suberin bildet eine Matrix, in die Wachse eingebettet sind. In dieser Kombination verhindert es den Verlust von Wasser und anderer Moleküle an die Pflanzenoberfläche.

## Biologische Funktion
Suberin ist die erste schützende Barriere eines pflanzlichen Organismus gegen die Außenwelt. Dieses Polymer bildet eine wasserabweisende Schicht zwischen der primären Zellwand aus Zellulose und der Plasmamembran. Es ist eine hochwirksamer Schutz gegen jede Art von Stress. Womöglich unterstützt es die Aufnahme von Kohlenstoff aus der Luft.
Wegen seiner hydrophoben Eigenschaft versiegelt das Suberin die Wurzeln und verhindert Wasserverlust nach außen. Über diese Grenzfläche hinweg ist Wasser- und Stofftransport nur über den Symplasten möglich und wird damit von der Pflanze aktiv geregelt.